# 749
Вижте пояснителната страница за други значения на 749.